# 乙女角
乙女角（英語：Otome Point），是南極洲的海岬，位於毛德皇后地的奧拉夫王子海岸，處於日出角西南面3.7公里，根據日本探險隊的測量和拍攝的空中照片繪入地圖，現時由南極條約體系管理。

## 外部連結
- 本条目引用的公有领域材料来自美国地质调查局的文档 《乙女角》 （資料來自地名信息系统）。

68°8′S 42°36′E / 68.133°S 42.600°E